# 埃及朝代
埃及朝代指埃及歷史上某一世系君主統治之政權及其相對應的歷史時期，存在至福阿德二世於公元1953年6月18日退位為止。

## 埃及朝代列表
| 朝代 （中文／阿拉伯文）                   | 都城                           | 統治時期                                      | 統治時期   | 君主                      | 君主                               | 君主       |
| 朝代 （中文／阿拉伯文）                   | 都城                           | 年份                                          | 時長       | 初代                      | 末代                               | 列表       |
| 早王朝時期                                | 早王朝時期                     | 早王朝時期                                    | 早王朝時期 | 早王朝時期                | 早王朝時期                         | 早王朝時期 |
| ----------------------------------------- | ------------------------------ | --------------------------------------------- | ---------- | ------------------------- | ---------------------------------- | ---------- |
| 埃及第一王朝                              | 提尼斯                         | 公元前3100年－公元前2900年                    | 200年      | 那爾邁                    | 卡                                 | (表)       |
| 埃及第二王朝                              | 提尼斯                         | 公元前2890年－公元前2686年                    | 204年      | 霍特普塞海姆威            | 卡塞凱姆威                         | (表)       |
| 古王國時期                                |                                |                                               |            |                           |                                    |            |
| 埃及第三王朝                              | 孟菲斯                         | 公元前2686年－公元前2613年                    | 73年       | 左塞爾                    | 胡尼                               | (表)       |
| 埃及第四王朝                              | 孟菲斯                         | 公元前2613年－公元前2494年                    | 119年      | 斯尼夫魯                  | 德德夫普塔                         | (表)       |
| 埃及第五王朝                              | 孟菲斯                         | 公元前2494年－公元前2345年                    | 149年      | 烏瑟卡夫                  | 烏尼斯                             | (表)       |
| 埃及第六王朝                              | 孟菲斯                         | 公元前2345年－公元前2181年                    | 164年      | 特提                      | 西普塔一世 尼托克里斯              | (表)       |
| 第一中間時期                              |                                |                                               |            |                           |                                    |            |
| 埃及第七王朝                              | 孟菲斯                         | 公元前2181年                                  | 70日       | （不詳）                  | （不詳）                           | (表)       |
| 埃及第八王朝                              | 孟菲斯                         | 公元前2181年－公元前2160年                    | 21年       | 西普塔一世 德杰卡爾       | 內弗利爾卡拉                       | (表)       |
| 埃及第九王朝                              | 赫拉克来俄波利斯               | 公元前2160年－公元前2130年                    | 30年       | 梅利伊布拉·赫提一世       | （不詳）                           | (表)       |
| 埃及第十王朝                              | 赫拉克来俄波利斯               | 公元前2130年－公元前2040年                    | 90年       | 美里哈托爾                | （不詳）                           | (表)       |
| 中王國時期                                |                                |                                               |            |                           |                                    |            |
| 埃及第十一王朝                            | 底比斯                         | 公元前2130年－公元前1991年                    | 139年      | 老因提夫                  | 曼圖霍特普四世                     | (表)       |
| 埃及第十二王朝                            | 伊塔威                         | 公元前1991年－公元前1802年                    | 189年      | 阿蒙涅姆赫特一世          | 塞貝克涅弗魯                       | (表)       |
| 埃及第十三王朝                            | 伊塔威                         | 公元前1803年－公元前1649年                    | 154年      | 塞赫姆拉·索貝克霍特普一世 | （不詳）                           | (表)       |
| 第二中間時期                              |                                |                                               |            |                           |                                    |            |
| 埃及第十四王朝 （迦南人統治）             | 阿瓦里斯                       | 公元前1725年－公元前1650年                    | 75年       | 雅克比姆·塞克哈恩涅       | （不詳）                           | (表)       |
| 阿拜多斯王朝                              | 阿拜多斯                       | 公元前1650年－公元前1600年                    | 50年       | （不詳）                  | （不詳）                           |            |
| 埃及第十五王朝 （喜克索斯人統治）         | 阿瓦里斯                       | 公元前1650年－公元前1550年                    | 100年      | 謝希                      | 哈姆迪                             | (表)       |
| 埃及第十六王朝                            | 底比斯                         | 公元前1649年－公元前1582年                    | 67年       | 阿赫特普拉                | （不詳）                           | (表)       |
| 埃及第十七王朝                            | 底比斯                         | 公元前1580年－公元前1550年                    | 30年       | 拉霍特普                  | 卡摩斯                             | (表)       |
| 新王國時期                                |                                |                                               |            |                           |                                    |            |
| 埃及第十八王朝                            | 底比斯阿瑪納                   | 公元前1550年－公元前1292年                    | 258年      | 雅赫摩斯一世              | 霍朗赫布                           | (表)       |
| 埃及第十九王朝                            | 底比斯孟菲斯培爾-拉美西斯      | 公元前1292年－公元前1189年                    | 103年      | 拉美西斯一世              | 塔沃斯塔                           | (表)       |
| 埃及第二十王朝                            | 培爾-拉美西斯                  | 公元前1189年－公元前1077年                    | 112年      | 塞特納赫特                | 拉美西斯十一世                     | (表)       |
| 第三中間時期                              |                                |                                               |            |                           |                                    |            |
| 埃及第二十一王朝                          | 塔尼斯                         | 公元前1069年－公元前943年                     | 126年      | 斯門代斯                  | 普蘇森尼斯二世                     | (表)       |
| 埃及第二十二王朝 （美維人統治）           | 塔尼斯布巴斯提斯               | 公元前943年－公元前720年                      | 223年      | 舍順克一世                | 奧索爾孔四世                       | (表)       |
| 埃及第二十三王朝 （美維人統治）           | 底比斯赫拉克来俄波利斯         | 公元前837年－公元前728年                      | 109年      | 哈爾西斯A                 | 魯德阿蒙                           | (表)       |
| 埃及第二十四王朝                          | 塞易斯                         | 公元前732年－公元前720年                      | 12年       | 特弗納赫特                | 波克霍利斯                         | (表)       |
| 埃及第二十五王朝 （努比亞人統治）         | 孟菲斯那帕塔                   | 公元前744年－公元前656年                      | 88年       | 皮耶                      | 坦沃塔瑪尼                         | (表)       |
| 古埃及後期                                |                                |                                               |            |                           |                                    |            |
| 埃及第二十六王朝                          | 塞易斯                         | 公元前664年－公元前525年                      | 139年      | 普薩美提克一世            | 普薩美提克三世                     | (表)       |
| 埃及第二十七王朝 （波斯第一帝國統治）     | 巴比倫                         | 公元前525年－公元前404年                      | 121年      | 岡比西斯二世              | 大流士二世                         | (表)       |
| 埃及第二十八王朝                          | 塞易斯                         | 公元前404年－公元前398年                      | 6年        | 阿米爾塔尼烏斯            | 阿米爾塔尼烏斯                     | (表)       |
| 埃及第二十九王朝                          | 門德斯                         | 公元前398年－公元前380年                      | 18年       | 尼斐利提斯一世            | 尼斐利提斯二世                     | (表)       |
| 埃及第三十王朝                            | 塞本尼托                       | 公元前380年－公元前343年                      | 37年       | 内克塔内布一世            | 内克塔内布二世                     | (表)       |
| 埃及第三十一王朝 （波斯第一帝國統治）     | 巴比倫                         | 公元前343年－公元前332年                      | 11年       | 阿爾塔薛西斯三世          | 大流士三世                         | (表)       |
| 古典時代（希臘羅馬時期)                   |                                |                                               |            |                           |                                    |            |
| 阿吉德王朝 （馬其頓王國統治）             | 佩拉                           | 公元前332年－公元前309年                      | 23年       | 亞歷山大三世              | 亞歷山大四世                       | (表)       |
| 托勒密王朝 （托勒密王國統治）             | 亞歷山卓                       | 公元前305年－公元前30年                       | 275年      | 托勒密一世                | 托勒密十五世                       | (表)       |
| 儒略-克勞狄王朝 （羅馬帝國統治）          | 羅馬                           | 公元前27年－公元68年                          | 95年       | 屋大維                    | 尼祿                               | (表)       |
| 弗拉維王朝 （羅馬帝國統治）               | 羅馬                           | 公元69年－公元96年                            | 27年       | 維斯帕先                  | 圖密善                             | (表)       |
| 涅爾瓦-安敦尼王朝 （羅馬帝國統治）        | 羅馬                           | 公元96年－公元192年                           | 96年       | 涅爾瓦                    | 康茂德                             | (表)       |
| 塞維魯王朝 （羅馬帝國統治）               | 羅馬                           | 公元193年－公元235年                          | 42年       | 塞普蒂米烏斯·塞維魯       | 亞歷山大·塞維魯                    | (表)       |
| 戈爾迪安王朝 （羅馬帝國統治）             | 羅馬                           | 公元238年－公元244年                          | 6年        | 戈爾迪安一世              | 戈爾迪安三世                       |            |
| 奧登納圖斯王朝 （帕米拉王國統治）         | 巴爾米拉                       | 公元269年－公元273年                          | 4年        | 瓦巴拉圖斯                | 賽普提米烏斯·安條克                |            |
| 君士坦丁王朝 （羅馬帝國統治）             | 羅馬 君士坦丁堡                | 公元305年－公元363年                          | 58年       | 君士坦丁一世              | 尤利安                             | (表)       |
| 瓦倫提尼安王朝 （羅馬帝國統治）           | 君士坦丁堡                     | 公元364年－公元378年                          | 14年       | 瓦倫提尼安一世            | 瓦倫斯                             | (表)       |
| 狄奥多西王朝 （羅馬帝國、拜占庭帝國統治） | 君士坦丁堡                     | 公元379年－公元457年                          | 78年       | 狄奧多西一世              | 馬爾西安                           | (表)       |
| 利奥王朝 （拜占庭帝國統治）               | 君士坦丁堡                     | 公元457年－公元518年                          | 61年       | 利奥一世                  | 阿納斯塔修斯一世                   | (表)       |
| 查士丁尼王朝 （拜占庭帝國統治）           | 君士坦丁堡                     | 公元518年－公元602年                          | 84年       | 查士丁一世                | 莫里斯 （共治）狄奥多西斯 （共治） | (表)       |
| 希拉克略王朝 （拜占庭帝國統治）           | 君士坦丁堡                     | 公元610年－公元618年 公元628年－公元641年     | 21年       | 希拉克略                  | 君士坦斯二世                       | (表)       |
| 薩珊王朝 （波斯第三帝國統治）             | 泰西封                         | 公元618年－公元628年                          | 10年       | 霍斯勞二世                | 阿爾達希爾三世                     | (表)       |
| 中世紀                                    |                                |                                               |            |                           |                                    |            |
| 倭馬亞王朝 （阿拉伯帝國統治）             | 大馬士革 哈兰                  | 公元661年－公元750年                          | 89年       | 穆阿維亞一世              | 馬爾萬二世                         | (表)       |
| 阿拔斯王朝 （阿拉伯帝國統治）             | 庫法 安巴爾 巴格達 拉卡 薩邁拉 | 公元750年－公元935年                          | 185年      | 阿布·阿拔斯               | 拉迪一世                           | (表)       |
| 突倫王朝 （突厥人統治）                   | 加塔伊                         | 公元868年－公元905年                          | 37年       | 艾哈邁德·伊本·突倫        | 舍本班伊                           | (表)       |
| 伊赫昔迪王朝 （突厥人統治）               | 福斯塔特                       | 公元935年－公元969年                          | 34年       | 艾哈邁德·伊本·突格吉      | 艾布·法瓦利斯·艾哈邁德             | (表)       |
| 法蒂瑪王朝 （法蒂瑪哈里發國統治）         | 曼蘇里耶 開羅                  | 公元969年－公元1171年                         | 202年      | 阿卜杜拉·馬赫迪           | 阿迪德                             | (表)       |
| 阿尤布王朝 （庫爾德人統治）               | 開羅大馬士革哈馬               | 公元1171年－公元1254年                        | 83年       | 薩拉丁                    | 艾賴弗·穆薩                        | (表)       |
| 巴赫里王朝 （突厥人統治）                 | 開羅                           | 公元1250年－公元1382年                        | 132年      | 舍哲爾·杜爾               | 阿爾-薩里赫 哈賈吉                 | (表)       |
| 布爾吉王朝 （切爾克斯人統治）             | 開羅                           | 公元1382年－公元1517年                        | 135年      | 巴庫克                    | 圖曼貝伊二世                       | (表)       |
| 近代                                      |                                |                                               |            |                           |                                    |            |
| 奧斯曼王朝 （奧斯曼帝國統治）             | 科斯坦丁尼耶                   | 公元1517年－公元1798年 公元1801年－公元1867年 | 347年      | 塞利姆一世                | 阿卜杜勒-阿齊茲                    | (表)       |
| 穆罕默德·阿里王朝 （阿爾巴尼亞人統治）    | 開羅                           | 公元1805年－公元1953年                        | 148年      | 穆罕默德·阿里帕夏         | 福阿德二世                         | (表)       |

※古埃及諸王朝之建立與滅亡年份或為學者所爭議。

※公元641年至公元661年間，埃及由阿拉伯帝國之正統哈里發統治。正統哈里發時期並不存有世襲制王朝。